# اورتزولی
اورتزولی (به ایتالیایی: Urzulei) یک کومونه در ایتالیا است که در استان الیاسترا واقع شده‌است. اورتزولی ۱۲۹٫۶۴ کیلومتر مربع مساحت و ۱٬۴۱۲ نفر جمعیت دارد و ۵۱۱ متر بالاتر از سطح دریا واقع شده‌است.